# Ḩoseynābād (ort i Qazvin, lat 36,14, long 49,88)
Ḩoseynābād (persiska: حسين آباد, Ḩoseynābād-e Amīnī, حُسِين آباد اَمينی, حُسِينابادِ اَمينی) är en ort i Iran.   Den ligger i provinsen Qazvin, i den nordvästra delen av landet, 150 km väster om huvudstaden Teheran. Ḩoseynābād ligger 1 231 meter över havet och antalet invånare är 366.
Terrängen runt Ḩoseynābād är platt. Runt Ḩoseynābād är det ganska tätbefolkat, med 108 invånare per kvadratkilometer. Närmaste större samhälle är Qazvin, 18,2 km nordost om Ḩoseynābād. Trakten runt Ḩoseynābād består till största delen av jordbruksmark.